# Krásná Amaranta
Krásná Amaranta (1961, La Belle Amarante) je dobrodružný román pro mládež od francouzského spisovatele Yvona Mauffreta o hledání vraku potopené fregaty.

## Obsah románu
Hlavní hrdinkou románu je třináctiletá dívka Sandrina, žijící po ztrátě obou rodičů s babičkou a starší devatenáctiletou sestrou Kateřinou na malém bretaňském ostrůvku Guezennec. V létě se Sandrina nečekaně seznámí se třemi pařížskými studenty, kteří přijeli na ostrov s potápěčským vybavením pátrat po francouzské fregatě Krásná Amaranta, kterou u pobřeží ostrova potopily roku 1760 dvě anglické válečné lodě. Nejstaršímu ze studentů, Richardovi, je čtyřiadvacet let, jeho bratrovi Antonínovi osmnáct a jejich společnému příteli Františkovu dvacet dva let. Sandrina i její mladší dvanáctiletý bratr Paskal, který přijel na prázdniny z internátní školy ve Vannes, se s nimi brzy spřátelí a pátrají po lodi společně. Pro pátrání získají i Kateřinu a také starého mořského vlka strejdu Kozika s jeho kutrem Větrná růžice. 
Studenti všem brzy prozradí, že v podpalubí Krásné Amaranty by měly být uložený vzácný náklad, výsledek korzárské činnosti fregaty u pobřeží Jižní Ameriky: španělské a portugalské zlaté mince, zlaté pruty z Peru a vzácné šperky. 
Po fregatě však nepátrají sami. Dozvěděli se o ní z náhodně nalezeného rukopisu a jejich porady v kavárně v pařížské Latinské čtvrti tajně vyslechl neznámý muž. Pak Sandrina objeví na ostrově boudu, sloužící jako skrýš několika mužů, z nichž jeden odpovídal popisu neznámého z Latinské čtvrti. Následně je omámena, a když se probere, zjistí, že je zavřená na nějaké lodi. Podaří se jí ale uprchnout a varovat před piráty své přátele. Když se jim však s pomocí strýce Kozika a jeho lodi podaří vrak lodi najít a vytáhnout z něj nějakou truhlici, objeví se člun pirátů, kteří jim truhlici seberou a Kozikovu Větrnou růžici potopí. Naštěstí je to blízko pevniny, takže se všem podaří šťastně doplavat na břeh.
Na policii se ke svému radostnému překvapení dozvědí, že piráti s člunem ztroskotali na podmořském skalisku. Truhla je jim vrácena, a když jí otevřou, zjistí, že místo pokladu obsahuje rokokové šaty z nádherného bílého hedvábí vyšité zlatem, malovaný vějíř, kupu bledě modrých stuh a broušené benátské zrcadlo, pravděpodobně dárky pro ženu kapitána fregaty. Úplně na dně truhly je měšec plný zlatých mincí, který dostal strýci Kozik, aby si za ně koupil novou loď. Šťastný konec románu je ještě umocněn zasnoubením Richarda a Kateřiny.

## Česká vydání
- Krásná Amaranta, SNDK, Praha 1965, přeložili Zdenka Neumannová a Zdeněk Vavřík.